# Kloster Aulnay
Das Kloster Aulnay (Alnetum; Notre-Dame d’Aunay) ist eine ehemalige Zisterzienserabtei in Frankreich. Es liegt rund 29 km südwestlich von Caen in der Gemeinde Aunay-sur-Odon im Département Calvados, Region Normandie. Der Ort darf nicht mit anderen Orten gleichen oder ähnlichen Namens verwechselt werden (Aulnay-de-Saintonge; Aulnay-sous-Bois).

## Geschichte
Das im Jahr 1131 von der Familie du Hommet gestiftete Kloster gehörte der Kongregation von Savigny an. Es schloss sich mit dieser im Jahr 1147 dem Zisterzienserorden an und unterstellte sich der Filiation der Primarabtei Clairvaux. Von Kloster Aulnay gingen die Tochtergründungen Kloster La Boulaye, Croxden Abbey in England (Val-Ste-Marie) und Kloster Torigny aus. Die Kirche wurde 1190 geweiht. Von Plünderungen in den Jahren 1528 und 1540 erholte sich das Kloster nur mühsam. In der Folgezeit fiel es in Kommende, die bis 1635 dauerte. Das Kloster wurde gegen Ende des 17. Jahrhunderts und Anfang des 18. Jahrhunderts wieder aufgebaut. In der französischen Revolution wurde es 1791 aufgelöst.

## Bauten und Anlage

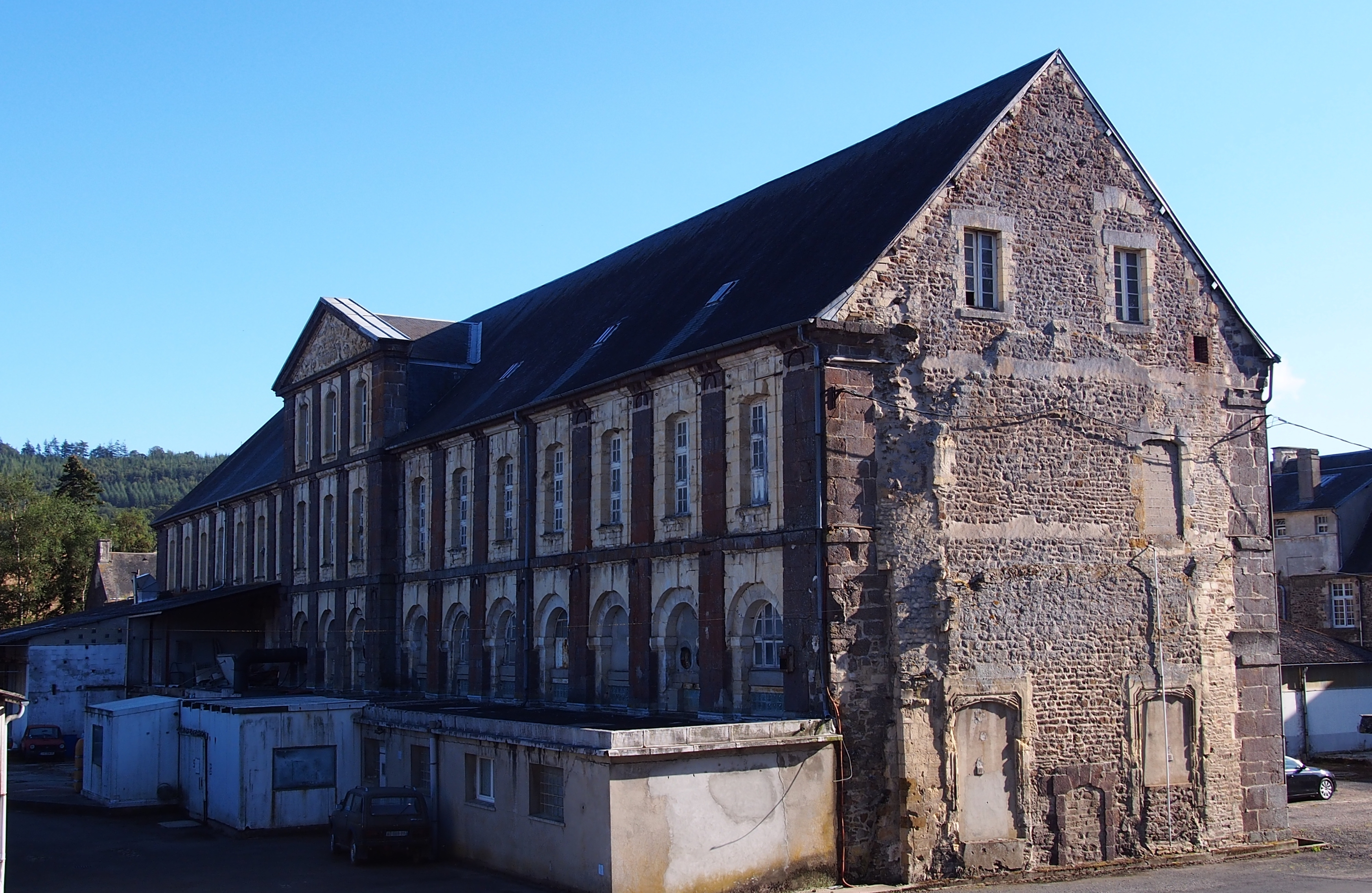
Gebäude

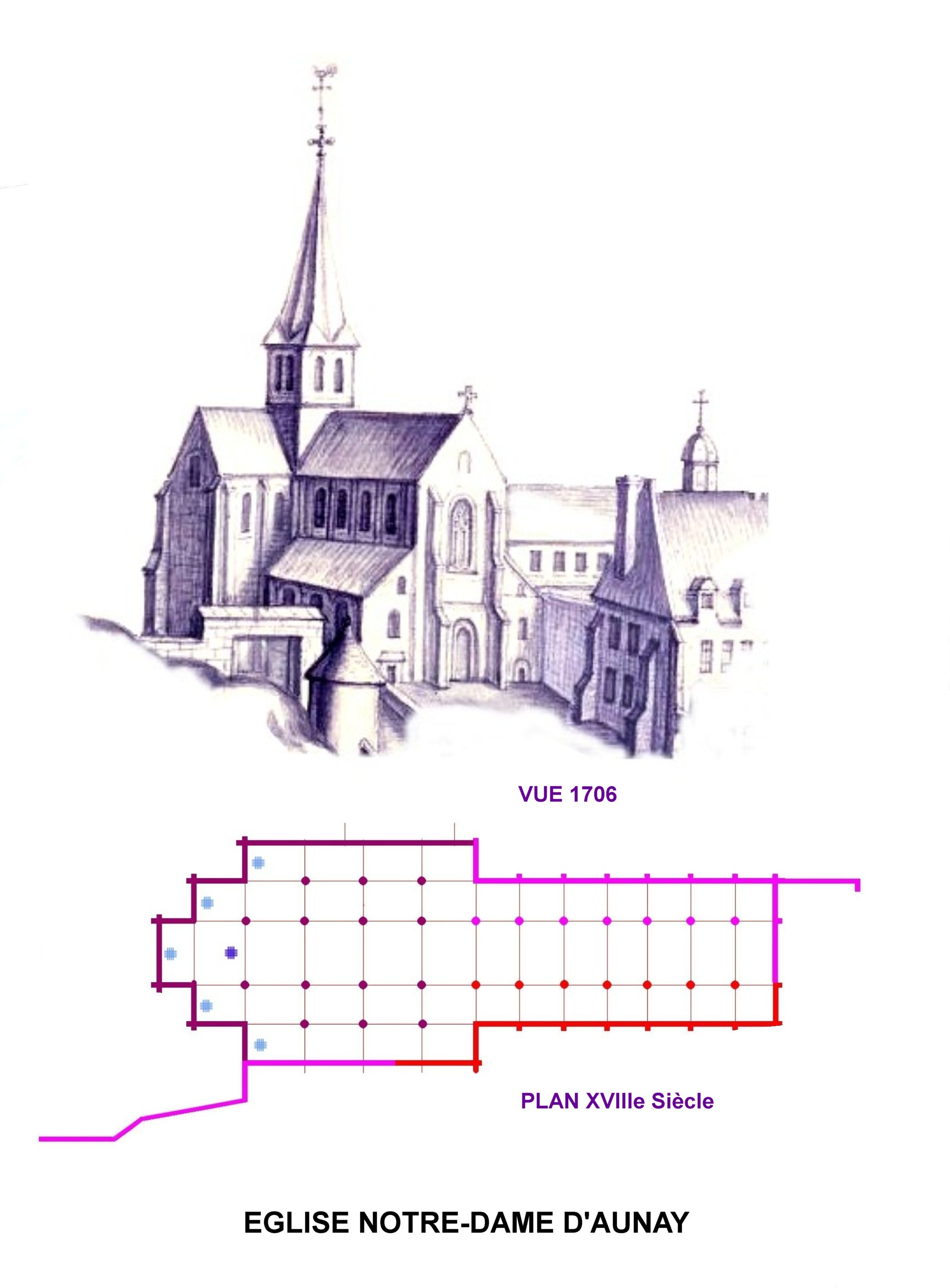
Ehemalige Abteikirche (1706)

Vom im Jahr 1944 weitgehend zerstörten Kloster steht noch der zu Beginn des 20. Jahrhunderts aufgestockte Gästetrakt. Weiter sind ein Teil des Refektoriumsflügels und die nachmittelalterliche Bibliothek erhalten. Von der ursprünglichen Kirche sind noch Teile einer Seitenwand erhalten. Die Gebäude dienen heute als Käserei.